# Philipp Adler

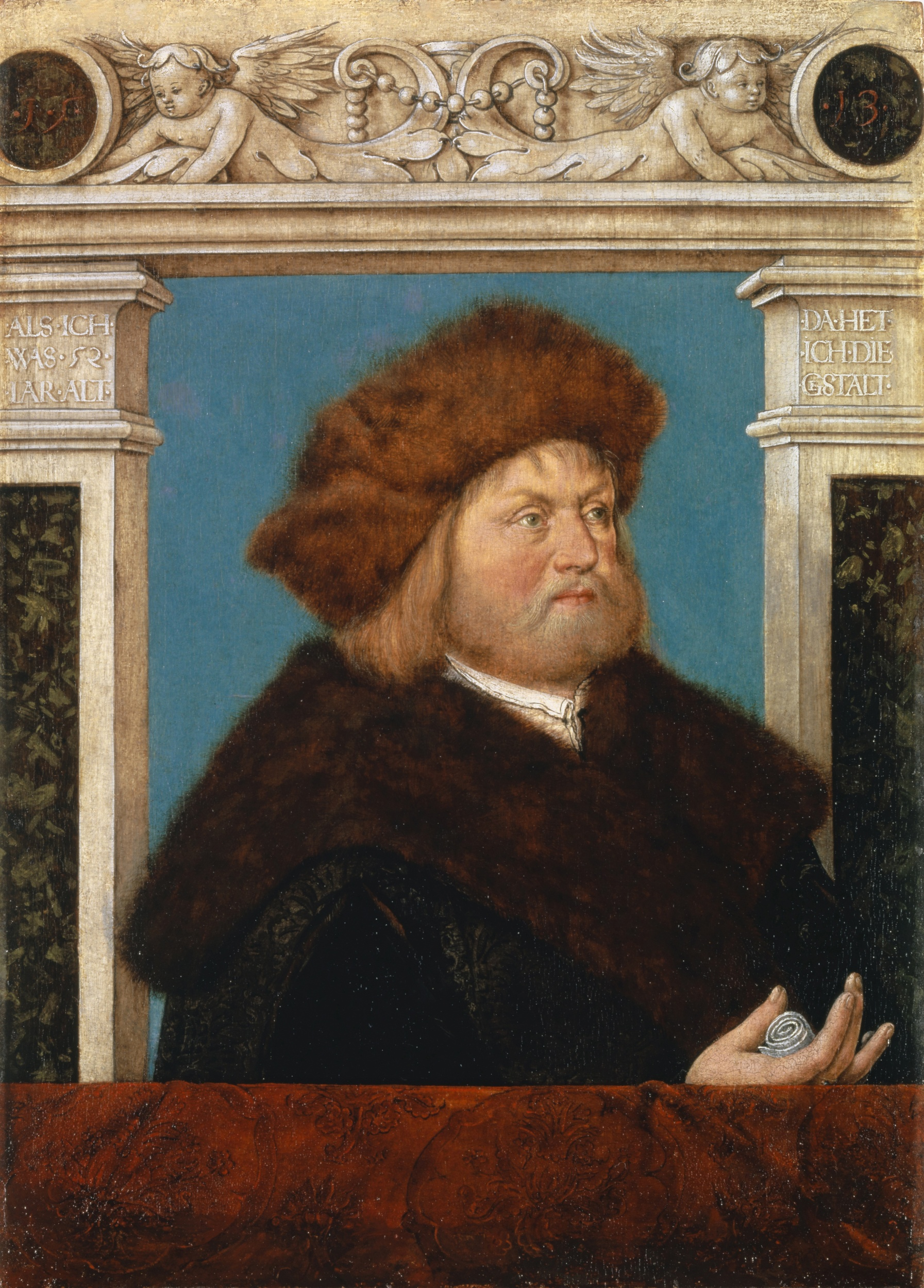
Hans Holbein d. Ä.: Bildnis des Philipp Adler, 1513 (Kunstmuseum Basel)

Philipp Adler (* 1461 in Speyer; † 5. Mai 1532 in Augsburg) war ein Augsburger Kaufmann, der zu den einflussreichsten Bürgern der Reichsstadt zählte und bei dem unter anderem der damalige römisch-deutsche König und spätere Kaiser Maximilian I. Schulden aufnahm.

## Leben
Philipp Adler stammte aus Speyer und war dort im Handelsgewerbe tätig. Seine Tätigkeit veranlasste ihn schließlich Mitte der 1480er-Jahre zum Umzug nach Augsburg. Zu diesem Zeitpunkt besaß er ein Vermögen von etwa 2.500 Florin. Nach seiner Übersiedelung war er vor allem im Handel mit Venedig aktiv und gehörte schon um 1500 zu den zehn reichsten Bürgern Augsburgs. Auf dem Augsburger Reichstag von 1500 nahm Maximilian I. erstmals Schulden bei Adler auf, die sich 1509 bereits auf über 25.000 Gulden beliefen.
Adler besaß in seiner Funktion als Kaiserlicher Rat und Zunftmeister der Salzfertiger auch politischen Einfluss in Augsburg und konnte 1511 seine Tochter Ursula an den kaiserlichen Schatzmeister Jakob Villinger von Schönenberg verheiraten, was ihm auch Einfluss auf den Kaiser einbrachte. 1513 wurde Adler von Hans Holbeim dem Älteren porträtiert – das Kunstwerk findet sich heute im Kunstmuseum Basel und war lange Zeit nur als „Bildnis eines Herrn mit Pelzmütze“ betitelt, da die Identität der abgebildeten Person erst 2006 endgültig geklärt werden konnte.
Im Jahr 1522 war Adler mit einer Steuer von 500 Florin nach Jakob Fugger der zweitreichste Bürger der Stadt. Trotz seines Vermögens wurde die „hinzugezogene“ Familie Adler nie in das Patriziat erhoben – ein solches Vorhaben scheiterte letztendlich nach seinem Tod 1538.

## Schaezlerpalais
Philipp Adler erwarb 1497 das Vorgängergebäude des Schaezlerpalais in der heutigen Maximilianstraße und ließ es 1499 aufwändig renovieren, um den hier für den Augsburger Reichstag von 1500 logierenden römisch-deutschen König Maximilian I. standesgemäß unterbringen zu können. Nach seinem Tode ging das Haus in den Besitz seiner Tochter Anna und ihres Ehemannes Franz Welser über, deren Tochter Philippine Welser schon 1527 in diesem Gebäude auf die Welt gekommen war.

## Nachkommen
1. ⚭ 1484 Veronica Stammler (* 1461)[1]
  1. Elisabeth (* 1484)
  2. Helena (* 1485)
  3. Ursula (* 1488)
2. ⚭ 5. Februar 1505 Anna Ehem (* 1480)[8]
  1. Ursula (* 1505)
  2. Anna (* 1506)
  3. Barbara (* 1507)
  4. Catharina (* 1511)
  5. Benigna (* 1510)
  6. Maria (* 1515)
  7. Christoph (* 1525)